# Badmintonnationalmannschaft von Wallis und Futuna
Die Badmintonnationalmannschaft von Wallis und Futuna repräsentiert Wallis und Futuna in internationalen Badmintonwettbewerben. Es gibt separate Nationalmannschaften für Junioren, Damen, Herren und gemischte Teams. Das Nationalteam repräsentiert die Ligue de Badminton de Wallis et Futuna.

## Mini-Pazifikspiele
Gemischtes Team
| Jahr | Resultat |
| ---- | -------- |
| 2022 | 3. Platz |

## Nationalspieler
Herren
- Damien Coffin
- Julien Dauptain
- Corentin Likiliki

Damen
- Caroline Brial
- Leilana Likuvalu
- Malia Takasi
- Endrina Tukumuli Nau